# بورجا گالان
بورجا گالان (انگلیسی: Borja Galán؛ زادهٔ ۲۶ آوریل ۱۹۹۳) بازیکن فوتبال اهل اسپانیا است.
وی همچنین در تیم‌های ملی فوتبال زیر ۱۸ سال اسپانیا و زیر ۲۰ سال اسپانیا بازی کرده‌است.